# Відавка (Лодзинське воєводство)
Відавка (пол. Widawka) — село в Польщі, у гміні Кодромб Радомщанського повіту Лодзинського воєводства.
Населення — 74 особи (2011).
У 1975-1998 роках село належало до Пйотрковського воєводства.

## Демографія
Демографічна структура станом на 31 березня 2011 року:
|          | Загалом | Допрацездатний вік | Працездатний вік | Постпрацездатний вік |
| -------- | ------- | ------------------ | ---------------- | -------------------- |
| Чоловіки | 33      | 6                  | 22               | 5                    |
| Жінки    | 41      | 8                  | 23               | 10                   |
| Разом    | 74      | 14                 | 45               | 15                   |